# Roncello
Roncello là một đô thị ở tỉnh Monza và Brianza, vùng Lombardia của Italia, khoảng 25 km về phía đông bắc của Milano. Tại thời điểm ngày 31 tháng 12 năm 2004, đô thị này có dân số 2.551 người và diện tích là 3,1 km².
Roncello giáp các đô thị: Bellusco, Busnago, Ornago, Trezzano Rosa, Basiano.